# 시도 (가수)
시도(1994년 7월 29일 ~)는 대한민국의 가수다. 2019년 싱글 앨범 [#OOTD]로 데뷔했다.

## 방송
- 아티스탁 게임 (2022) - Top10(10위)

## 공연
- 롤링 25주년 기념 공연 vol.4 GROOVL1N concert (2020)
- 2022 GROOVL1N US TOUR (2022)